# Guzal Ramazanovna Szitdikova
Guzal Ramazanovna Szitdikova, oroszul: Гузаль Рамазановна Ситдыкова, baskírul: Гүзәл Рамаҙан ҡыҙы Ситдиҡова (Inzer, 1952. június 10. –) baskír író, költő, publicista, műfordító, wikipédista.

## Életútja
1952. június 10-én született az Baskír ASZSZK Belorecki járásában Inzer faluban. 1967 és 1971 között a belorecki Pedagógiai Iskolában tanult. 1971-től Beloreck különböző iskoláiban tanított.
1980-ban szerzett diplomát a Cseljabinszki Állami Kulturális Intézet könyvtáros szakán. 1983-tól a belorecki helyi újságnál az Ural-nál dolgozott. 1987-től a lap szerkesztő-helyettese, 1989 és 1995 között a főszerkesztője volt.
1991 és 1995 között a Baskír ASZSZK Legfelsőbb Tanácsának, 1995 és 2008 a Baskír Köztársaság Államgyűlésének a képviselője volt. 2004 és 2011 között a Baskír Nők Társasága a Baskír Köztársaságban elnökeként tevékenykedett.
1976 óta publikálja írásait. Verseinek első gyűjteménye 1984-ben a "Йәш көстәр" (Fiatal Erők) almanachban jelent meg. 11 könyv és húsz tudományos publikáció szerzője. Műfordítóként is tevékenykedik. Főleg verseket fordít baskír nyelvre. 1995 óta a Baskír Köztársaság Írószövetségének tagja. A Baskír Wikipédia aktív szerkesztője.

## Művei
Baskír nyelven
- Текетек:шиғри әкиәт, Kitap, Ufa, 1994.
- Бүрене еңгән бәрәс: шиғри әкиәт, Kitap, Ufa, 1994. ISBN 5-295-02338-9
- Башҡорттарҙың ғаилә тормошо - мәҡәлдәрҙә һәм әйтемдәрҙә, Ufa, 2002. ISBN 5-901900-03-0
- Үҙ Ҡояшым, үҙ Айым: шиғри әкиәт, мәҡәлдәр донъяһы, яҙмышнамә, Kitap, Ufa, 2002. ISBN 5-295-03172-1
- Йәннәт баҡсаһы, Ufa, 2005.
- Йәш ғаиләгә нәсихәттәр, Ufa, 2006. ISBN 5-94524-045-1
- Күсле ил - көслө ил: күңел сәхифәләре, шиғырҙар, Kitap, Ufa, 2007. ISBN 978-5-295-04224-9
- Ҡыштарҙың да бар бит үҙ ҡоштары: шиғырҙар, Ufa, 2010.
- Машина ниңә "дүрт-дүрт", ти: шиғырҙар, әкиәттәр, хикәйәләр, Kitap, Ufa, 2010. ISBN 978-5-295-05113-5

## Fordítás
Ez a szócikk részben vagy egészben  a   Guzal Sitdykowa című angol Wikipédia-szócikk ezen változatának fordításán alapul.  Az eredeti cikk szerkesztőit annak laptörténete sorolja fel. Ez a jelzés csupán a megfogalmazás eredetét és a szerzői jogokat jelzi, nem szolgál a cikkben szereplő információk forrásmegjelöléseként.